# St Augustine Watling Street

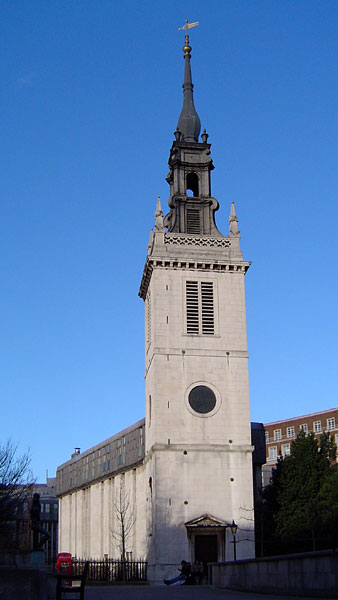
Turm von St Augustine Watling Street

St Augustine Watling Street war ein anglikanisches Kirchengebäude in der Watling Street im Londoner Innenstadtbezirk City of London, von dem sich nach Kriegszerstörung nur der Westturm erhalten hat.
Eine dem Augustinus von Canterbury geweihte Kirche an dieser Stelle findet sich seit 1148 belegt. Die im mittleren 13. Jahrhundert erweiterte und 1630 modernisierte Kirche wurde 1666 beim Großen Brand von London zerstört und 1677 bis 1680 von Christopher Wren durch einen Neubau ersetzt, der Turmbau wurde 1695 hinzugefügt. Im Zweiten Weltkrieg wurde die Kirche bis auf den Westturm zerstört, der bis 1954 wiederhergestellt wurde, während anstelle der Ruine des abgerissenen Kirchenschiffs  1967 ein Anbau für die Chorschule von St Paul’s Cathedral trat. Wie verschiedene der Wren-Kirchen folgte der Innenausbau von St Augustine dem Typus der tonnengewölbten Hallenkirche über korinthischen Säulen.